# Magland

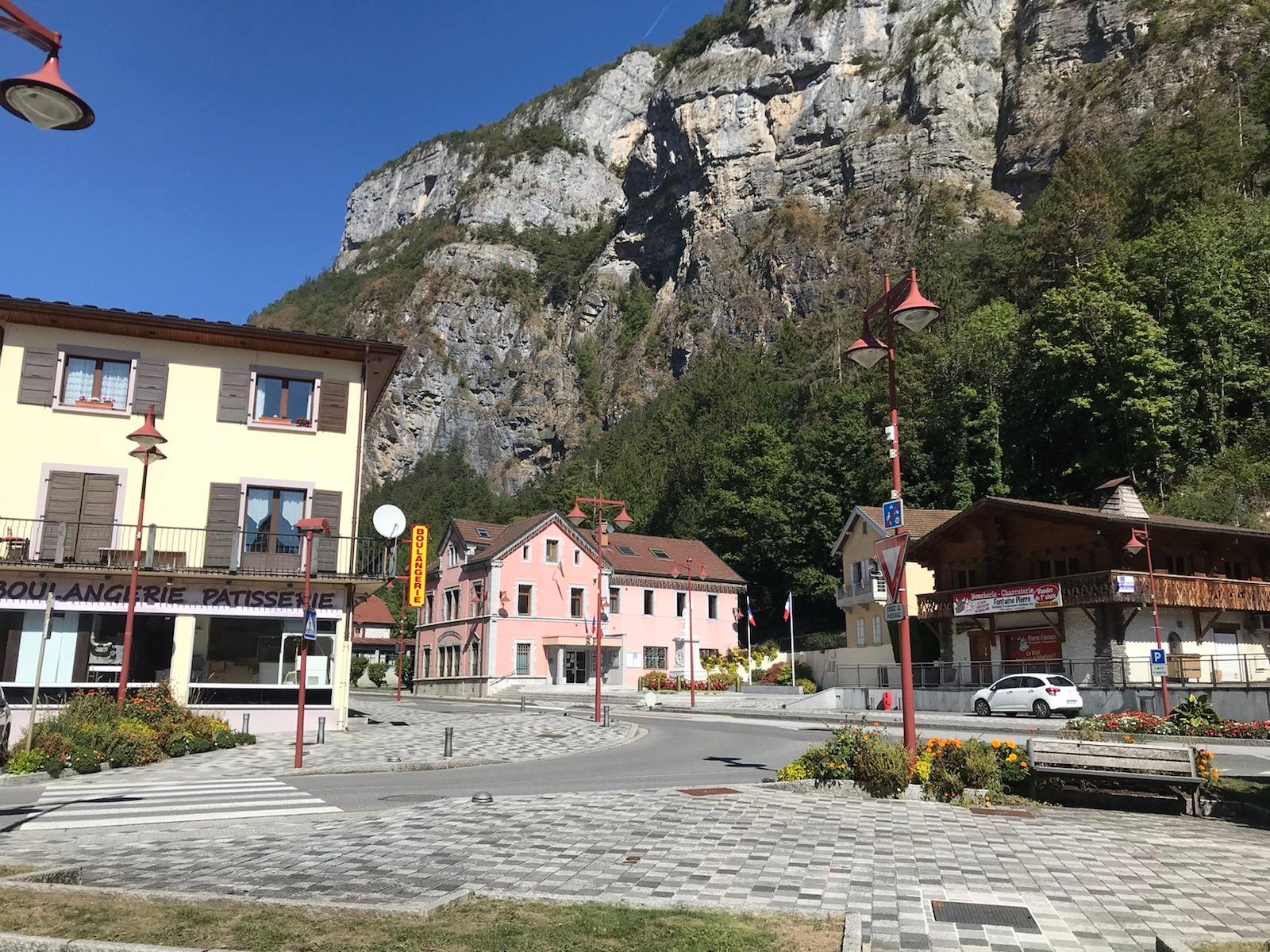
Centrum

Magland is een gemeente in het Franse departement Haute-Savoie (regio Auvergne-Rhône-Alpes). De plaats maakt deel uit van het arrondissement Bonneville. Magland telde op 1 januari 2022 3.242 inwoners.

## Geografie
De oppervlakte van Magland bedroeg op 1 januari 2022 40,32 vierkante kilometer; de bevolkingsdichtheid was toen 80,4 inwoners per km².

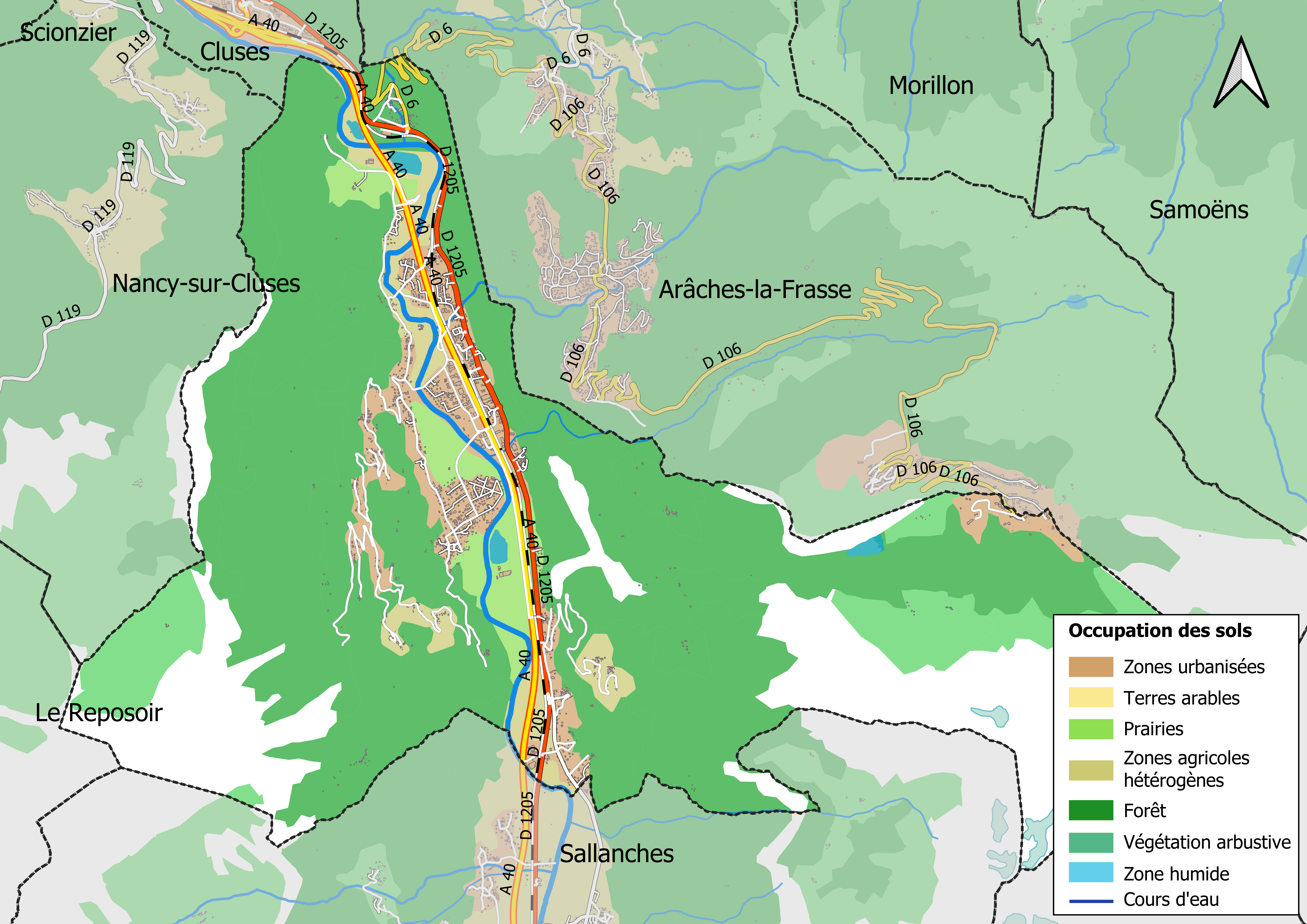
Kaart van de gemeente met de belangrijkste infrastructuur, bodemgebruik en omliggende gemeenten

## Demografie
Onderstaande figuur toont het verloop van het inwonertal (bron: INSEE-tellingen).